# Окампо (Гуанахуато)
Ока́мпо (исп. Ocampo) — город и административный центр одноимённого муниципалитета в мексиканском штате Гуанахуато. Численность населения, по данным переписи 2010 года, составила 6 499 человек.

## История
Город был основан в 1583 году под названием Сан-Хуан-дель-Вакеро. В 1853 году был переименован в Эстансия-дель-Вакеро, а в 1875 году был образован муниципалитет Окампо, и административный центр также переименовали в Окампо.